# يانيك بيسون
يانيك بيسون هو مخرج وممثل كندي، ولد في 16 مايو 1969 في مونتريال في كندا.

## وصلات خارجية
- يانيك بيسون على موقع IMDb (الإنجليزية)
- يانيك بيسون على موقع ألو سيني (الفرنسية)
- يانيك بيسون على موقع أول موفي (الإنجليزية)
- يانيك بيسون على موقع قاعدة بيانات الأفلام السويدية (السويدية)
- يانيك بيسون على موقع إن إن دي بي (الإنجليزية)
- يانيك بيسون على موقع قاعدة بيانات الفيلم (الإنجليزية)
- يانيك بيسون على موقع كينوبويسك (الروسية)